# Bartolomé de Salazar
Bartolomé de Salazar y Poza (Cárcamo, ? - Lima, 16 de julio de 1670) fue un magistrado y funcionario colonial que ocupó altos cargos políticos y académicos en el Virreinato del Perú. Rector de la Universidad de San Marcos y Presidente interino de la Real Audiencia de Charcas.

## Biografía
Sus padres fueron el alavés Bartolomé de Salazar y la dama bilbaína Antonia de Poza. Estudió en la Universidad de Valladolid, donde obtuvo el grado de Doctor en Leyes. Pasó a América, nombrado relator de la Real Audiencia de Quito (1623) y luego fue transferido con el mismo cargo a la Real Audiencia de Lima.
Nombrado regidor del Cabildo de Lima por el virrey Conde de Chinchón (1634), también fue incorporado a la Universidad como catedrático sustituto de Código, siendo incluso elegido rector (1639). Promovido a alcalde del crimen (1645) y luego a oidor (1659), se le comisionó efectuar una visita a las minas de Huancavelica (1660). Prosiguió su viaje a Potosí para efectuar una inspección en la Casa de Moneda, ocupando interinamente la presidencia de la Real Audiencia de Charcas (1661-1663). A su regreso, visitó nuevamente Huancavelica, donde enfermó y se vio precisado a interrumpir su misión 81664).
De vuelta en Lima, prosiguó con sus labores hasta que padeció un accidente que le quebró una pierna, falleciendo por complicaciones posteriores

## Matrimonio y descendencia
Contrajo matrimonio en Quito con la criolla Leonor de Valencia León, con la cual tuvo a:
- Sancho García de Salazar, oidor de la Real Audiencia de Chile, casado con Josefa de los Ríos, con sucesión.
- Isabel de Salazar y Valencia, casada con Domingo Alonso de Bustamante y de la Cueva, caballero de la Orden de Santiago, con sucesión.
- Leonor de Salazar y Valencia, casada con Jerónimo de Pastene y Vega de Sarmiento, con sucesión.
- Antonia de Salazar y Valencia, casada con Sebastián de Navarrete, Contador de la Caja Real de Lima, caballero del orden de Calatrava.

| Predecesor: Pedro Niño de Guzmán        | Rector de la Universidad de San Marcos 1639 - 1640     | Sucesor: Fernando de Avendaño     |
| Predecesor: Francisco de Nestares Marín | Presidente de la Real Audiencia de Charcas 1661 - 1663 | Sucesor: Pedro Vázquez de Velasco |